# Мартингал (конская упряжь)
Мартингал (от фр. martingale) — элемент конской упряжи, который представляет собой короткий ремень шириной около трёх сантиметров, имеющий один конец с петлею и пряжкою, а другой — раздваивающийся на два ремня, к концам которых пришиваются специальные кольца. 
Мартингал петлёй надевается на переднюю подпругу и проходит между передними ногами лошади по груди к поводьям, которые продеваются через кольца мартингала.
При езде на мундштуке (железные удила с подъёмной распоркой у нёба, применяемые для облегчения управления лошадью) через кольца продеваются трензельные поводья, а при езде на уздечке в 4 повода — нижние поводья. 
Пряжка на конце, у петли служит для того, чтобы можно было удлинять и укорачивать мартингал, который является вспомогательным средством для правильного держания при езде головы и шеи лошади, а также для смягчения резких движений поводьев. Мартингал препятствует лошади вскидывать и задирать голову и способствует сдавать в затылке. 
Мартингал пригоняется так, чтобы кольца доходили до середины длины шеи лошади. При коротко пригнанном мартингале стесняется свобода движения шеи и головы лошади, а следовательно управление поводьями; слишком же длинный мартингал не достигает своего назначения. 
Мартингал пользуются при выездке, главным образом, при полевой езде, на конских охотах и на скачках.